# Ультрафільтр (пристрій)
Ультрафільтр — пристрій для відокремлення рідини (наприклад, при очистці води) від колоїдних частинок проціджуванням крізь малопроникні перегородки — спеціальні ультрапористі фільтрувальні матеріали — мембранні фільтри, целлафільтри і ультратонкі фільтри.

## Опис
Мембранними називають фільтри, виготовлені з ефірів целюлози (нітроцелюлози, ацетату целюлози та ін.), целлафільтрами — з чистої регенерованої целюлози. Ультратонкими називають мембранні фільтри, що мають найбільш тонкі пори.
Застосування цих фільтрів дозволяє фільтрувати такі осади, які не затримуються паперовими фільтрами (наприклад, сульфат барію, оксалат кальцію, сульфід цинку тощо), драглисті ж осади (наприклад, гідрооксид алюмінію) фільтруються на мембранних фільтрах швидше і краще, ніж на паперових.
Ультрафільтри характеризуються так званим водним числом, що позначає час у секундах, необхідний для того, щоб певний об'єм води (100 або 200 мл) пройшов через фільтр. Зазвичай виготовляють набори таких фільтрів з різним водним числом. Для ультрафільтрованія застосовують спеціальні апарати, що працюють переважно під вакуумом, з них найчастіше застосовують ультрафільтр Зігмонд, ультрафільтр Гольдмана, апарат Бюлау і апарат Тіссена.